# Bandcamp
Bandcamp — американская частная компания, основанная в 2007 году Этаном Даймондом и Шоном Грёнбергером, бывшими сооснователями сервиса Oddpost, вместе с программистами Джо Холтом и Нилом Такером. 
В 2008 году компания запустила музыкальный интернет-магазин, являющийся также платформой для раскрутки исполнителей, в большинстве своём инди-исполнителей. Музыканты, использующие Bandcamp, могут воспользоваться настраиваемым интерфейсом сайта, а также опубликовать собственные композиции. Все композиции доступны для прослушивания пользователям бесплатно, при этом чаще всего предоставляется возможность приобрести альбом или конкретный трек по гибким ценам. Также компания в 2023 году подписала себе новых артистов: Yves Tumor, Lonnie Holley, q24rmarch, PUPIL SLICER и других.
28 сентября 2023 года Epic Games объявила о продаже Bandcamp компании  Songtradr  за нераскрытую сумму.